# Vers
Vers (lateinisch versus, von vertere ‚umwenden‘) bezeichnet in der Poetik eine Reihe metrisch gegliederter Rhythmen. Gedruckte Verse werden üblicherweise in Zeilen gesetzt und daher auch als Verszeilen bezeichnet.
Die rhythmische Gliederung, zu der nach Umständen der Reim, die Assonanz oder die Alliteration kommt, ist mithin die Hauptbedingung des Verses; die regelmäßige Wiederkehr (Responsion) eines gleichen Rhythmus im Vers heißt das Versmaß (auch Metrum), der einzelne wiederholte Teil, aus denen das Versmaß besteht, ist der Versfuß (entspricht etwa dem Takt in der Musiktheorie) bzw. in der antiken Verslehre das aus ein oder zwei Versfüßen bestehende Metron. Rhythmische Gliederung, Versmaße und ganz allgemein die Untersuchung der Struktur und der Regelmäßigkeiten im Vers sind Gegenstand der Verslehre (auch Metrik) und der Prosodie.
Die abstrakte Form der Folge der (sich wiederholenden) Verselemente wird Versform genannt, wobei zu unterscheiden ist zwischen Versform als Bezeichnung für eine bestimmte rhythmische Struktur und Versform als Bezeichnung für das Resultat der Versifikation, der rhythmischen und lautlichen Gestaltung eines Textes unter Beachtung der für Vers, Strophe und das Gedicht als Ganzes geltenden jeweiligen Vorgaben. Größere Gruppen verwandter Versformen bzw. Versmaße werden gelegentlich auch als Versgattung bezeichnet, zum Beispiel der freie Vers oder in der antiken Metrik die Gruppe der äolischen Versmaße.
Die schematische Darstellung der Versform mit Hilfe einer geeigneten metrischen Notation heißt Versschema.

## Vers vs. Gedicht
Dass ein literarisches Werk in Versen oder allgemeiner in gebundener Rede abgefasst ist, macht es nicht zum Gedicht. Vielmehr werden Verse in allen Gattungen und Formen verwendet, insbesondere spricht man bei den epischen Formen von Versepos, Versnovelle und Versroman.

„Man sollte wirklich alles, was sich über das Gemeine erheben muss, in Versen wenigstens anfänglich konzipieren, denn das Platte kommt nirgends so ins Licht, als wenn es in gebundener Schreibart ausgesprochen wird.“

Umgekehrt ist metrische Gebundenheit heute nicht mehr Bedingung des Gedichts. Seit Klopstock im 18. Jahrhundert in seinen freien Rhythmen auf Reim und metrisches Schema verzichtete, ist deren Bedeutung im Vers gesunken, bis in der Moderne der freie Vers zur dominierenden Versgattung wurde. Aber auch die Rolle der Versform ist kleiner geworden und beschränkt sich heute praktisch ausschließlich auf die Lyrik; in Epik und Drama ist der Vers dagegen fast völlig verschwunden.

## Merkmale
Als optisches Kennzeichen gedruckter Verse bleibt heute der offene Zeilenfall, bei dem jeder Vers in einer Zeile erscheint. Dem Hörer von Versen wird deren Grenze durch eine merkliche Pause kenntlich. In dieser Hinsicht war man sich stets einig. So meint Goethe: „Hat man Jamben zu deklamieren, so ist zu bemerken, daß man jeden Anfang eines Verses durch ein kleines, kaum merkbares Innehalten bezeichnet; doch muß der Gang der Deklamation dadurch nicht gestört werden.“ Und Brecht stellt fest: „Das Ende der Verszeile bedeutet immer eine Zäsur.“ Diese akustische Gliederung und dazu die rhythmische Gestaltung erzeugt durch die für den Hörer deutlich erfahrbare, von der natürlichen Betonung und Phrasierung abweichende Wiedergabe eine normalerweise klare Unterscheidbarkeit von zu Versen geformten Worten gegenüber einem Prosatext. Bei Prosa, die sich in dieser Hinsicht der gebundenen Rede annähert, spricht man von rhythmischer Prosa, Prosagedicht und Kunstprosa.

## Versmaße
Man unterscheidet abstrakte Versmaße bzw. konkrete Verse nach:
- Verslänge (gemessen in Metren, Versfüßen, Hebungen bzw. Takten oder Silben)
- Vollständigkeit des Versschlusses
- Art des Versschlusses

### Unterscheidung nach Verslänge

#### Nach Zahl enthaltener Metren
Bei Unterscheidung nach der Zahl der enthaltenen Metren gibt es:
- Monometer (1 Metrum)
- Dimeter (2 Metren)
- Trimeter (3 Metren)
- Tetrameter (4 Metren)
- Pentameter (5 Metren)
- Hexameter (6 Metren)

Da wie erwähnt je nach Versfuß ein Metrum ein oder zwei Silben enthalten kann, entspricht die Zahl der Metren nicht immer der Zahl der Versfüße. So besteht ein jambischer Trimeter aus sechs Jamben, da das jambische Metrum 2 Versfüße hat.

#### Nach Zahl enthaltener Versfüße
Werden Verse nach der Zahl der enthaltenen Versfüße unterschieden, so gibt es dafür insbesondere in der griechischen Metrik eigene Bezeichnungen:
- Monopodie (1 Versfuß)
- Dipodie (2 Versfüße)
- Tripodie (3 Versfüße)
- Tetrapodie (4 Versfüße)
- Pentapodie (5 Versfüße)
- Hexapodie (6 Versfüße)
- Heptapodie (7 Versfüße)
- Oktapodie (8 Versfüße)

Den auf „-podie“ endenden, aus dem Griechischen abgeleiteten Bezeichnungen entsprechen in der lateinischen Metrik die folgenden Bezeichnungen:
- Binar (2 Versfüße)
- Ternar (3 Versfüße)
- Quaternar (4 Versfüße)
- Senar (6 Versfüße)
- Septenar (7 Versfüße)
- Oktonar (8 Versfüße)

#### Nach Zahl der Hebungen
In der akzentuierenden Metrik moderner Sprachen sind die Hebungen maßgeblich, der die Zahl der Versfüße entspricht. Es wird daher nach Zahl der Hebungen in:
- Dreiheber,
- Vierheber,
- Fünfheber,
- Sechsheber,

usw. unterschieden. Analog spricht man von Dreitakter, Viertakter usw.

#### Nach Zahl der Silben
Wird nach Zahl der Silben unterschieden, so gibt es auch hier einige spezielle Bezeichnungen, nämlich
- Einsilbler (Monosyllabus, 1 Silbe)
- Zweisilbler (Disyllabus, 2 Silben)
- Dreisilbler (Trisyllabus, 3 Silben)
- Viersilbler (Tetrasyllabus, 4 Silben)
- Fünfsilbler (Pentasyllabus, 5 Silben)
- Sechssilbler (Hexasyllabus, 6 Silben)
- Siebensilbler (Heptasyllabus, 7 Silben)
- Achtsilbler (Oktosyllabus, 8 Silben)
- Neunsilbler (Enneasyllabus, 9 Silben)
- Zehnsilbler (Dekasyllabus, 10 Silben)
- Elfsilbler (Hendekasyllabus, 11 Silben)
- Zwölfsilbler (Dodekasyllabus, 12 Silben)

### Unterscheidung nach Vollständigkeit des Versschlusses
Weiter werden Verse nach der Vollständigkeit in Hinblick auf das Versmaß unterschieden:
- katalektisch (unvollständiger letzter Versfuß)
- akatalektisch (vollständig)
- brachykatalektisch (letzter Versfuß fehlt)
- hyperkatalektisch (endet mit einer überzähligen unbetonten Silbe)

### Unterscheidung nach der Art des Versschlusses
Und schließlich noch wird in der akzentuierenden Metrik nach der Kadenz, nach der Art des Versschlusses unterschieden:
- männliche oder stumpfe Kadenz (Abschluss mit betonter Silbe)
- weibliche oder klingende Kadenz (Abschluss mit unbetonter Silbe)
- reiche oder gleitende Kadenz (Abschluss mit mehreren unbetonten Silben)